# Gurinhatã
Gurinhatã är en kommun i Brasilien.   Den ligger i delstaten Minas Gerais, i den sydöstra delen av landet, 400 km sydväst om huvudstaden Brasília. Antalet invånare är 6 137.
Omgivningarna runt Gurinhatã är en mosaik av jordbruksmark och naturlig växtlighet. Runt Gurinhatã är det mycket glesbefolkat, med 3 invånare per kvadratkilometer.